# 14446 Kinkowan
14446 Kinkowan è un asteroide della fascia principale. Scoperto nel 1992, presenta un'orbita caratterizzata da un semiasse maggiore pari a 2,9733691 UA e da un'eccentricità di 0,1591864, inclinata di 12,84512° rispetto all'eclittica.